# HK 82–93
Die Heeresfeldbahnlokomotiven HK 82–93 waren vierachsige Tenderlokomotiven, die für die Heeresfeldbahn in 1000 mm Spurweite gebaut wurden.
Drei von ihnen waren bei den Euskirchener Kreisbahnen (EKB) beheimatet und trugen die Nummern 11g–13g. Diese Lokomotiven wurden bis 1958 ausgemustert. Die Mehrzahl der anderen Lokomotiven war bereits vor 1945 ausgemustert worden.

## Geschichte

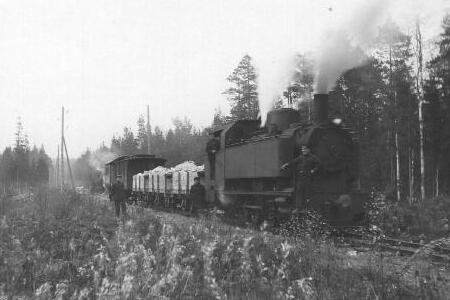
HK 87 in den 1930er Jahren

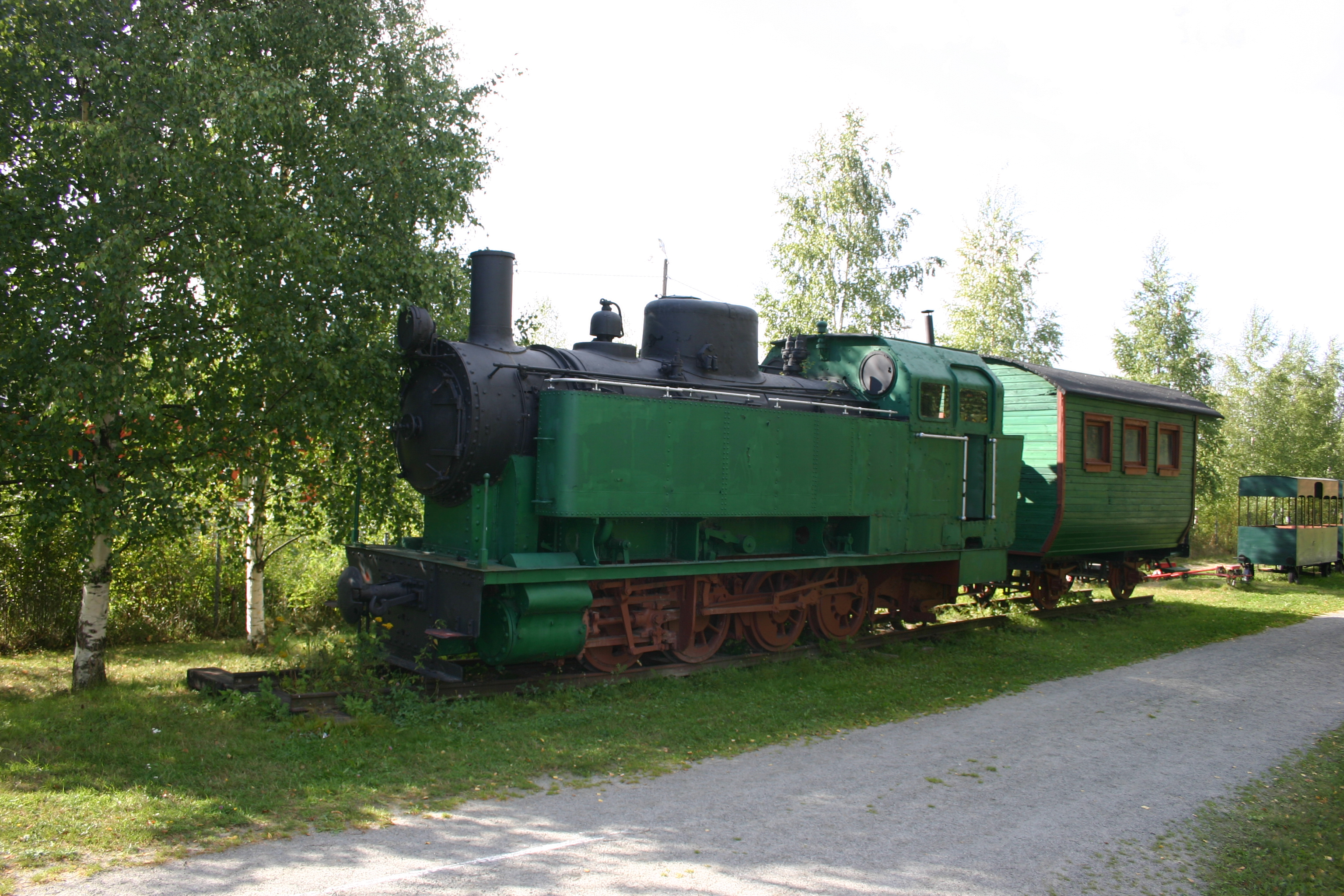
HK 87 als Ausstellungsstück (2006)

Die Lokomotiven gelten als Krauss-Typ E VIIId. Bestellt wurden sie noch für preußische Heeresfeldbahnen. Nachdem sie erst nach dem Ende des Ersten Weltkriegs fertiggestellt wurden, wurden sie an die Einrichtungen der Heeresfeldbahn geliefert und von dort an Privatbahnen abgegeben.
So übernahmen 1919 die Euskirchener Kreisbahnen die HK 84–86. Ebenso erhielt die Albtalbahn die ehemalige HK 90. Die Lokomotive wurde bei der Gesellschaft als 11s bezeichnet. Sie wurde vorrangig im Güterverkehr mit Rollwagen mit geringeren Geschwindigkeiten eingesetzt, da sie für kurvenreiche Strecken weniger geeignet war. Bis 1956 wurde sie ausgemustert.  Eine weitere Lokomotive übernahm die Härtsfeldbahn (HK 91, dort Nr. 5). Die Lokomotive war als Ersatz für die Nummer 3 zugeteilt worden, die während des Krieges an die Heeresfeldbahn abgegeben werden musste. Die Lokomotive mit ihren vier starren Achsen war für die kurvenreichen Strecken im Bereich Neresheim–Aalen ein schlechter Ersatz für die Dampflokomotive der Bauart Mallet, wenn auch sehr leistungsstark. Ende 1960 wurde sie ausgemustert und verschrottet.
Ferner erhielten die Ruhr-Lippe-Eisenbahnen (HK 93, dort Nr. 24) eine Lokomotive. Eine Lokomotive (HK 87, Fabriknummer 7558) wurde in Finnland auf der Bahnstrecke Virkkala–Ojamo als Lok 3 eingesetzt und befindet sich in der Sammlung von Wim Pater in den Niederlanden.

## Konstruktion
Die Lokomotiven hatten ein niedriges und oben abgeschrägtes Führerhaus, eine gemeinsame Verkleidung von Sand- und Dampfdom und nicht auf dem Umlauf liegende seitliche Wasserkästen. In den Führerhaus-Stirnwänden waren zwei kleine runde Fenster als Bullaugen vorhanden. Der leicht kegelige Rauchkammerverschluss lag nicht konzentrisch zum Kessel.
Die Dampfmaschine arbeitete mit zwei Zylindern nach dem Nassdampfverfahren. Treibachse war die dritte Achse. Das Laufwerk arbeitete nach dem Gölsdorf-Verfahren, wobei die ungleichmäßigen Achsabstände auffallen: 950 mm zwischen erster und zweiter Achse, 1200 mm zwischen zweiter und dritter Achse und 1050 mm zwischen dritter und vierter Achse.